# ハリス・ストリート

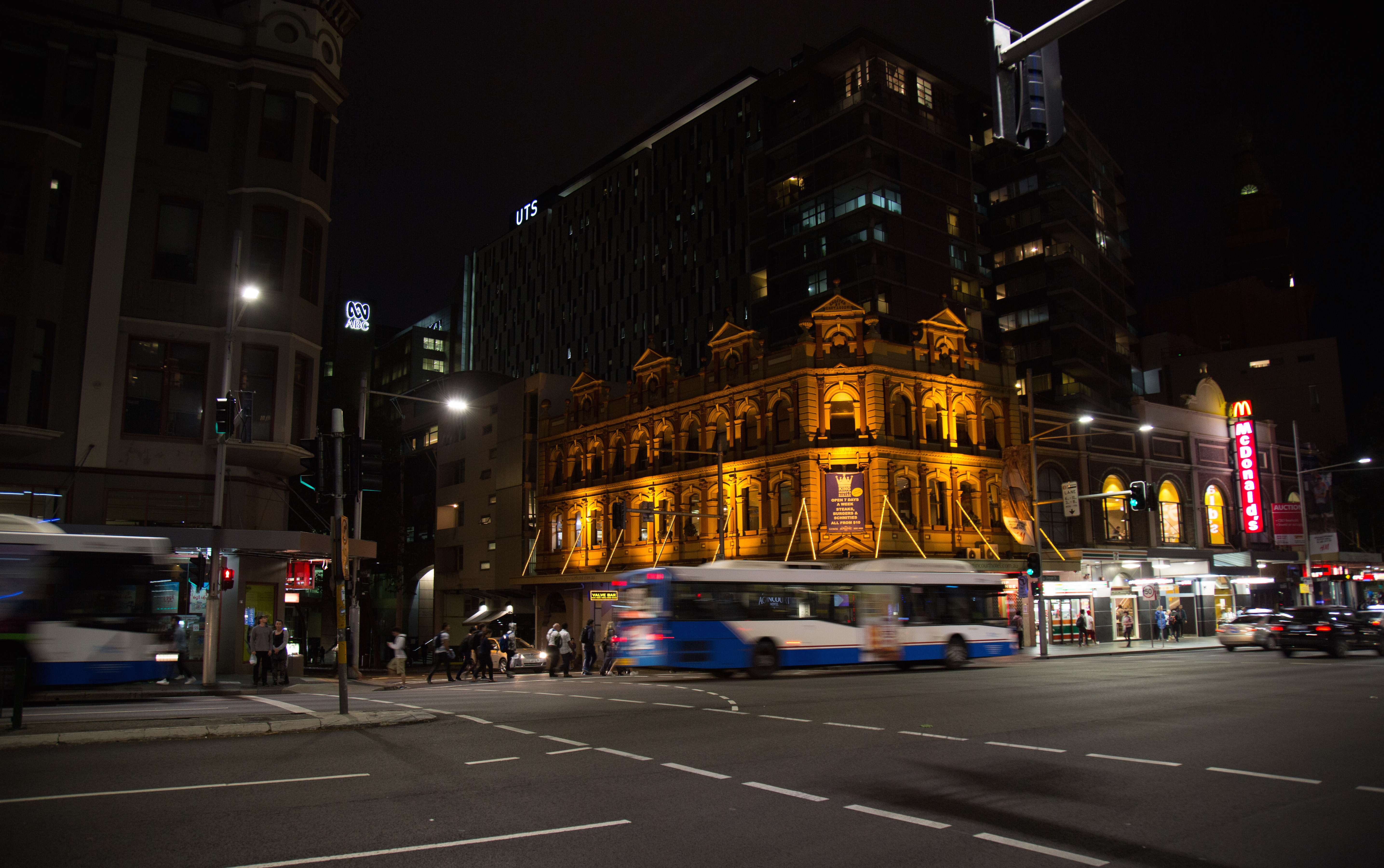
ハリス・ストリートの南端。中央のバスから左方向奥（北向き）にある道がハリス・ストリート。中央のバスより右側がジョージ・ストリート、画面左側、別のバスがいる方向がブロードウェイ。交差点の角には、ヴァーヴ・バー (Verve Bar) がある。

ハリス・ストリート (Harris Street) は、オーストラリアのニューサウスウェールズ州シドニーのインナー・ウェスト地域のサバーブであるウルティモとピアモントを結ぶ通り。南はブロードウェイとジョージ・ストリートの接合部に発し、北上してピアモント半島の北端に達する。
1950年代後半まで、路面電車がハリス・ストリートの大部分を貫いて走っていたが、その後は州交通局のバス路線に置き換えられた。
ハリス・ストリートは、ウルティモ・ロード (Ultimo Road) 以南は南向きの一方通行になっているが、以北は双方通行の道である。

## 沿道の再開発
かつてはハリス・ストリートに沿って工業地帯が広がっており、倉庫（特に羊毛倉庫）など港湾関連施設も多かった。沿道には、ウルティモ発電所、ウルティモ路面電車車庫、政府印刷局（Government Printing Office：後のオーストラリア政府印刷サービス）などが立地していた。
しかし、工業地区としての性格が強かったピアモントも、再開発が進んで住宅地、商業地区としての性格が強まり、シドニー工科大学 (UTS)やオーストラリア放送協会 (ABC)が拠点を構えるようになった。かつての倉庫群の中には、外観を保存して、住宅やオフィスに改装されたものもある。また、かつての発電所は、改装されて1988年にパワーハウス博物館となっている。ハリス・ストリートには、創造産業関連の事業所やレストランなども多くなっており、観光客が訪れるような場所となっている。